# یواس‌اس مایت (پی‌جی-۹۴)
یواس‌اس مایت (پی‌جی-۹۴) (به انگلیسی: USS Might (PG-94)) یک کشتی بود که طول آن ۲۰۵ فوت (۶۲ متر) بود. این کشتی در سال ۱۹۴۲ ساخته شد.